# Île Schouten
Pour les articles homonymes, voir îles Schouten.
L'île Schouten est une île de 28 km2 située en mer de Tasman, à l'est de la Tasmanie, en Australie. Elle se trouve à 1,6 km au sud de la péninsule Freycinet, et fait partie du Parc national Freycinet.

## Histoire
L'île Schouten fait partie du territoire de la tribu aborigène de la baie des Huîtres. les amas coquilliers indiquent que les indigènes peuplaient l'île avant l'arrivée des européens. En 1642, alors qu'il inventoriait le littoral du sud-est de la Tasmanie, Abel Tasman baptisa l'île d'après l'explorateur et navigateur néerlandais Willem Schouten[réf. nécessaire].
Les membres de l'expédition Baudin accostèrent sur l'île Schouten en 1802. Au début du XIXe siècle, les chasseurs de phoques étaient actifs dans la région et notamment sur l'île. La découverte de charbon en 1809 par le chasseur de phoques John Stacey, déclencha plusieurs phases de forage de minerais de charbon et d'étain entre 1842 et 1925. Un petit groupe de chinois fora notamment le sol à la recherche d'étain en 1880. Toutefois, les projets d'utiliser les bagnards pour exploiter le charbon dans les années 1840 n'aboutirent jamais. Stacey nota également qu'environ 200 à 300 ha étaient propices à l'agriculture. De 1850 à 1969, l'île Schouten fut utilisée comme pâture pour l'élevage de moutons.
En 1905, la péninsule Freycinet et l'île Schouten deviennent une réserve de pêche. Alors que la péninsule Freycinet devient un parc national dès 1916, Schouten ne sera intégrée au parc qu'en 1977.

## Topographie et géologie
Schouten est une île à la surface accidentée dont le point le plus haut, Mount Storey, culmine à 400 m. Le littoral est composé de falaises entrecoupées de baies recluses. Une faille sépare l'île dans l'axe nord-sud en deux parties géologiquement distinctes : l'est est formé essentiellement de granite alors que l'ouest est composé de dolérite recouvrant des roches sédimentaires.

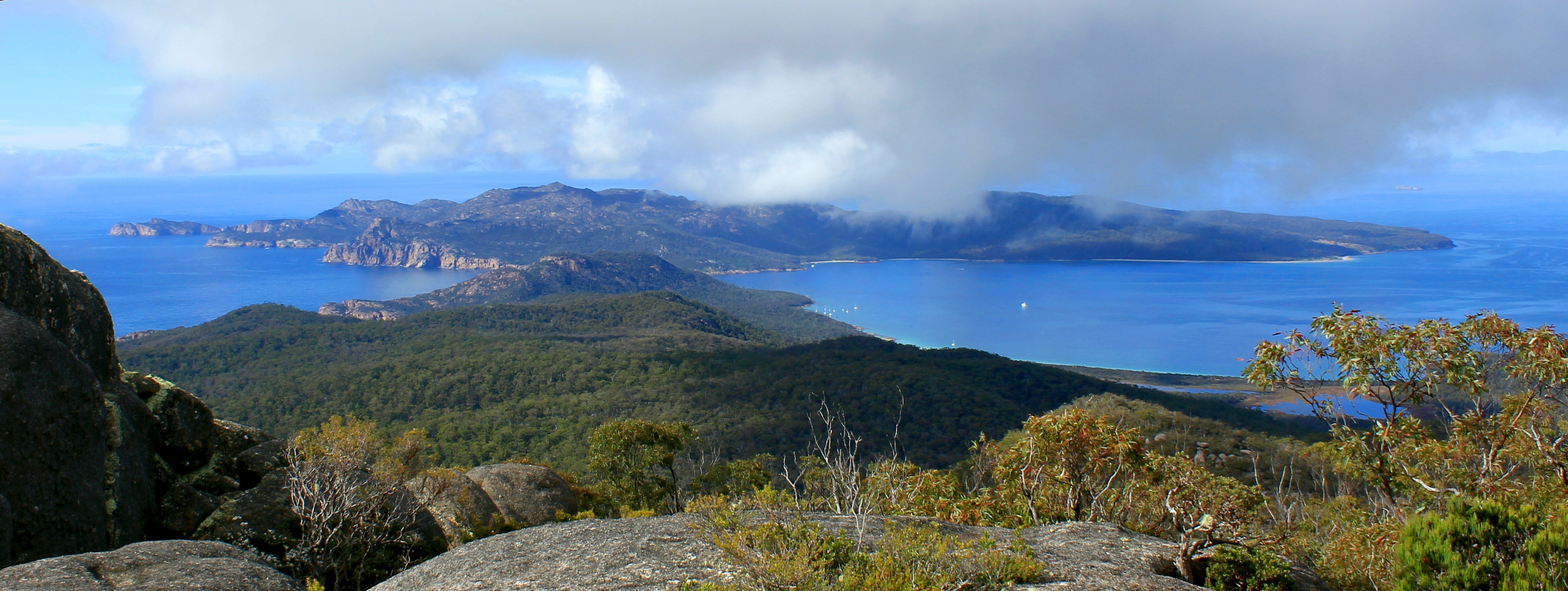
L'île Schouten vue depuis le sommet de Mont Freycinet

## Faune et flore
La végétation de l'île est dominée par de la forêt d'eucalyptus à l'ouest, sur les sols composés de dolérite. À l'est, sur les sols granitiques, moins fertiles, la végétation est composée de landes et de fruticées. Les zones affectées par l'activité humaine d'autrefois, à savoir la déforestation et l'élevage, sont aujourd'hui dominées par les plantes herbacées. 
Des manchots pygmées et des puffins à bec grêle nichent sur l'île, ainsi que d'autres espèces d'oiseaux telle que la gallinule de Tasmanie. Des otaries à fourrure d'Afrique du Sud vivent sur la côte est. Plusieurs espèces de reptiles, et notamment de scinques peuplent l'île.